# Кокойти, Татаркан Ясонович

Мемориальная доска Татаркану Ясоновичу Кокойти на доме № 79 по улице Коцоева, Владикавказ

Татарка́н Ясо́нович Коко́йти (17 марта 1908, Маскутыком, Тифлисская губерния, Российская империя — 3 апреля 1980, Орджоникидзе, Северо-Осетинская АССР, РСФСР, СССР) — советский композитор, драматург и фольклорист. Заслуженный деятель искусств СОАССР (1947).

## Биография
Родился 17 марта 1908 года в с. Маскутыком Тифлисской губернии — на территории нынешней Южной Осетии. Обучался в Тифлисской музыкальной школе по классу скрипки (педагог Г. Шотниев).
В 1919 году окончил Тифлисское железнодорожное училище, и в тот же год поступил в Тифлисское культурно-техническое училище. Окончил его в 1923 году.
В 1924 году поступил на факультет композиции Тбилисской консерватории. В 1926 году окончил её.
В 1927—1931 гг — руководитель осетинского драматического кружка в Тбилиси. В 1934—1936 гг — руководитель организованного им оркестра народных инструментов, затем — вокально-хореографической группы в Цхинвале.
В 1934—1936 гг — художественный руководитель драматического и танцевального кружков Бесланского маисового комбината. В 1938—1946 гг — художественный руководитель Северо-Осетинского государственного ансамбля песни и пляски.
В 1939 году поступил в Московскую консерваторию, на факультет композиции (педагог Г. И. Литинский). После окончания направлен в Орджоникидзе, возглавить филармонию СОАССР (1946—1948 гг.). В 1948—1956 — председатель Союза композиторов СОАССР.
С 1960 года жил в квартире № 85 дома № 79 (в настоящее время здание является объектом культурного наследия) по улице Коцоева. Скончался 3 апреля 1980 года в Орджоникидзе.
Память
- В октябре 2005 года во Владикавказе на доме № 79 по улице Коцоева, где жил Татаркан Кокойти, была открыта мемориальная доска (автор — скульптор Николай Ходов)[3].

## Семья
Дочь — Агунда Кокойти, хормейстер, Заслуженный деятель искусств РСФСР. Сын — Хаджисмел Кокойти.

## Сочинения
- Опера «Нарт Сослан», в 3-х действиях, либретто Т. Кокойти (1970);
- музыкальные комедии на собственные либретто «Усгур Дацци» (1929), «Ус æмæ лæг» (1927) и другие;

для симфонического оркестра:
- «Осетинская симфония» № 1 в 4-х частях (1949);
- Симфония № 2 (1970);
- Оркестровая зарисовка «Вечер в колхозе» (1949);
- «Дружба», симфоническая сюита в 4-х частях (1949):
- «Азау», концертная фантазия для фортепиано с оркестром (1950);
- Концерт для скрипки с оркестром в 3-х частях (1950);
- инструментальные пьесы, обработки;

вокально-хоровые
- «Фыййагдон», слова Т. Кокойти, русский текст В. Дубровина;
- на слова Нигера (Ивана Джанаева) «Тауче», «Песня юноши»;
- на стихи К. Хетагурова «Æнæ хай», «Балцы зарæг», «Фесаф!», «Зæрватыкк», «Мæгуыры зæрдæ», «Ногбонты зарæг», «Зонын», «Чи дæ?»;
- на слова Д. Дарчиева «Колыбельная», «Мадина», «Песня пастуха», «Фатима»;
- на слова Б. Муртазова «Песня о мире», «Песня о новорожденном», «Ты не был трусом», «Веселые укоры»;
- на слова Г. Плиева «Песня о Ленине», «Слава партии» и другие;

музыка к спектаклям:
- «Две сестры» (1936),
- «Коста» (1939),
- «Братья» (1940),
- «Дети рабыни» (1940),
- «Потомок Сырдона» (1940),
- «Вождь Багатар» (1941),
- «Не те нынче времена» (1942),
- «Сказка» (1945),
- «Æфхæрдты Хæсанæ» (1945),
- «Друзья-товарищи» (1950),
- «Разлад в семье» (1954),
- «Сурамская крепость» (1955),
- «Похождения Мурата» (1956),
- «Все в гору, он с горы» (1958),
- «Асхар и Дзерасса» (1960) и другие;

драматургия:
- «Бæстæ сæнкъуыст»(1923),
- «Губидты балц» (1930),
- «Æфсымæрттæ» (1940) и другие;
- литературная сказка для детей «Хæфсæн йæ лæппын — хуры тын».

## Награды
- Орден «Знак Почёта»
- медаль «За доблестный труд» в ознаменование 100-летия со дня рождения В. И. Ленина (1970)